# Jodhpur
Jodhpur je drugi po veličini grad u indijskoj državi Rajastan, s više od 1,000.000 stanovnika. Nekad je to bio glavni grad kraljevine Marvar. Jodhpur je popularno turističko odredište koje turistima nudi brojne palače, tvrđave i hramove, a smješteno je u prekrasnom, premda surovom krajoliku na istočnom rubu pustinje Thar. Iznad grada nalazi se tvrđava Mehrangarh, jedna od najvećih u Indiji.
Grad se često naziva "solarnim gradom" zbog sunčanog vremena koje, s nekoliko izuzetaka na tom području, vlada tijekom cijele godine. Ponekad ga nazivaju i "plavim gradom", zbog plave boje većine kuća u starom gradu. Jodhpur se nalazi u blizini geografskog središta Rajastana, što ga čini prikladnom bazom za putovanja u tom području. Zahvaljujući svom strateškom položaju, također je domaćin snažnoj zračnoj bazi indijske vojske i drugim vojnim jedinicama.
Ovo područje bilo je dio carstva Gurjar - Pratihar otprilike od 6. do 12. stoljeća.
Sam Jodhpur osnovao je 1459. godine Rao (kralj) Jodha, vođa Rajput klana Rathor. Rao Jodha osvojio je okolna područja i osnovao državu po imenu Marvara. Izvorni glavni grad njegova imanja bio je susjedni Mandor, ali čak je i za života Rao Jodhe, Jodhpur preuzeo tu ulogu. U to je vrijeme grad već imao strateški važan položaj na cesti koja je povezivala Delhi i Gudžerat. Grad je imao koristi od ovog prikladnog mjesta, uglavnom zahvaljujući uspješnoj trgovini opijumom, bakrom i svilom, ali i sandalama, datuljama i kavom. Kasnije je zemlja postala vazalna država Mogula, ali je zadržala određeni stupanj autonomije. Nekoliko kraljeva Jodhpura proslavilo se u mogulskoj vojsci kao generali, poput maharadže Jasvanta Singha. Ljudi iz Jodhpura imali su koristi od kontakta s Mogulima, uglavnom zahvaljujući Mogulima koji su dobivali vijesti iz vanjskog svijeta, novim umjetničkim ili arhitektonskim stilovima, a nove su prilike iskoristili lokalni trgovci koji su počeli otpremati svoju robu širom sjeverne Indije.
Godine 1679. došlo je do velike svađe i borbe za nadzor nad gradom i državom, a zemljom je izravno upravljao novi mogulski car Aurangzeb. Nakon njegove smrti 1707. godine, zakoniti se vladar vratio na prijestolje, ali sud u Jodhpuru toliko je oslabio spletkama tako da, umjesto da je okolnosti iskoristio u korist države, u zemlju službeno pozvao trupe susjednih Marathija. Vođa njihove vojske ušao je u Jodhpur 1755. godine, ali ubrzo nakon dolaska postao je žrtva atentata. Paradoksalno, ovo je Jodhpuru nakratko dalo neovisnost, ali ubrzo su Mughale povratile vlast nad cijelim područjem. Nakon njihovog slabljenja, država je dobrovoljno stupila u savez s Britancima i postala dio Britanske Indije. Ovo je razdoblje donijelo Jodhpurovu dugo očekivanu stabilnost, teritorij tadašnje države Jodhpur rastao je, a Jodhpur je postao najveće i najbogatije središte u regiji.